# Lars Öhman
Lars Öhman, född 12 juli 1770 i Karlskrona, död 30 juli 1829 i Norrköpings Hedvigs församling, Norrköping, Östergötlands län, var en svensk klockgjutare.

## Biografi
Öhman gifte sig den 18 april 1806 med Maria Helena Öfverström i Karlskrona tyska församling. Öhman blev mästare år 1804 och flyttade 1816 från Karlskrona till Norrköping. Han fick burskap 5 december samma år han flyttade. 1818 flyttade familjen till tomt nummer 4 på kvarter Kopparkypen i Norrköping. Han köpte den av traktören Petter Moberg för 800 riksdaler. Sin verkstad hade han i kvarteret klockan i Norrköping. Han hade Elias Örtegren som gesäll. Efter hans död 1829 fortsatte änkan att driva verksamheten fram till juni 1831 då hon avsade sig burskapet.

## Gjutna klockor
| Kyrka                | Län               | Gjutår | Klocka       | Övrigt  |
| -------------------- | ----------------- | ------ | ------------ | ------- |
| Gullabo kyrka        | Kalmar län        | 1804   | Lillklocka   |         |
| Edestads kyrka       | Blekinge län      | 1813   | Lillklocka   |         |
| Skatelövs kyrka      | Kronobergs län    | 1813   | Mellanklocka |         |
| Skatelövs kyrka      | Kronobergs län    | 1813   | Storklocka   |         |
| Tvings kyrka         | Blekinge län      | 1814   | Lillklocka   |         |
| Dädesjö kyrka        | Kronobergs län    | 1815   | Storklocka   |         |
| Mjällby kyrka        | Blekinge län      | 1815   | Lillklocka   |         |
| Gistads kyrka        | Östergötlands län | 1817   | Storklocka   | Ny 1925 |
| Hjorteds kyrka       | Kalmar län        | 1817   | Storklocka   |         |
| Tjärstads kyrka      | Östergötlands län | 1817   | Storklocka   |         |
| Västra Husby kyrka   | Östergötlands län | 1817   | Lillklocka   | Ny 1978 |
| Klockrike kyrka      | Östergötlands län | 1818   | Storklocka   |         |
| Klockrike kyrka      | Östergötlands län | 1818   | Lillklocka   |         |
| Älvestads kyrka      | Östergötlands län | 1818   | Storklocka   |         |
| Djursdala kyrka      | Kalmar län        | 1820   | Lillklocka   |         |
| Skedevi kyrka        | Östergötlands län | 1820   | Storklocka   |         |
| Mellby kyrka         | Jönköpings län    | 1823   | Storklocka   |         |
| Sya kyrka            | Östergötlands län | 1824   | Lillklocka   |         |
| Sankt Olai kyrka     | Östergötlands län | 1825   | Storklocka   |         |
| Sankt Olai kyrka     | Östergötlands län | 1825   | Mellanklocka |         |
| Sankt Olai kyrka     | Östergötlands län | 1825   | Lillklocka   |         |
| Sunds kyrka          | Östergötlands län | 1825   | Lillklocka   |         |
| Viby kyrka           | Östergötlands län | 1826   | Storklocka   |         |
| Västra Hargs kyrka   | Östergötlands län | 1826   | Storklocka   |         |
| Västra Hargs kyrka   | Östergötlands län | 1826   | Lillklocka   |         |
| Vreta klosters kyrka | Östergötlands län | 1826   | Lillklocka   |         |
| Svennevads kyrka     | Södermanlands län | 1827   | Storklocka   |         |